# Geotrichum carabidarum
Geotrichum carabidarum är en svampart som beskrevs av S.O. Suh & M. Blackw. 2006. Geotrichum carabidarum ingår i släktet Geotrichum och familjen Dipodascaceae.   Inga underarter finns listade i Catalogue of Life.